# Celin (duchowny)
Celin (Caelin Cælin, żył w VII wieku) – średniowieczny mnich benedyktyn, jeden z czterech braci z Northumbrii, wymienianych przez Bedę Czcigodnego jako zasłużonych dla początków chrześcijaństwa w państwach anglosaskich. Pozostali bracia to św. Cedd, św. Chad i Cynibal.
Według Bedy wszyscy bracia byli wychowankami św. Aidana z klasztoru Lindisfarne. Po śmierci mistrza opuścili klasztor i zajęli się misją ewangelizacyjną. Celin trafił na dwór króla Deiry Ethelwalda, bratanka Oswiu z Nortumbrii. Za namową Celina Ethelwald przekazał ziemię pod budowę klasztoru w Lastingham. Jego bracia Cedd i Chad byli kolejno opatami tego klasztoru.